# Rise of Nightmares
Rise of Nightmares (яп. ライズ オブ ナイトメア Раидзу обу Наитомэа) — компьютерная игра в жанре survival horror, разработанная и изданная японской корпорацией Sega для Xbox 360. Игра была представлена на Tokyo Game Show 2010 года и разработана специально для Kinect. Это первая игра с рейтингом M, выпущенная для Kinect.

## Сюжет
Игра начинается с того, что пара заключенных пытается сбежать из подземелья, в котором они заточены. Вырвавшись из своей камеры, они обнаруживают запертую дверь, и один из заключённых дёргает за ближайший рычаг, который одновременно выпирает дверь и выпускает существ, которые были заперты в подземелье. Они добрались до зала и увидели дверь, однако внезапно появилось чудовище в маске, заключённые запаниковали и побежали к двери. Дверь была заперта и это тоже оказалось ловушкой, стена сомкнулась и убила их обоих.
Находясь на отдыхе в Румынии, Джош, главный герой и его жена Кейт едут на поезде с несколькими другими туристами. Bo время поездки на поезде Кейт собирается что-то сказать Джошу, когда обнаруживает, что он прятал бутылку алкоголя. Разозлившись, она выходит и направляется в вагон-ресторан. Джош знакомится с мужчиной из Румынии, который говорит ему, что его жена оставила для него письмо и читает его. B нём говорится, что Кейт сожалеет о том, что разозлилась на Джоша, что в последнее время она была сама не своя и просит его встретиться с ней в вагоне-ресторане. Чувствуя себя виноватым, он направляется в вагон-ресторан, чтобы извиниться. По пути он встречает множество путешественников, таких как дедушка Грегор, студентка Лин, две русские балерины Саша и Таша; четверо подростков — Моника, Макс, Аарон и Катя, направляющиеся на вечеринку, английский психиатр Джейн, два румынских генерала, румынский контроллёр билетов, немецкий бизнесмен и гадалка Йели, которая даёт Джошу мрачное предсказание. Затем он идёт дальше и обнаруживает, что вагон-ресторан залит кровью. Ворвавшись туда, он видит, что его жену выносит крупный мужчина со странным механизмом на лице. Один из генералов пытается остановить мужчину, но его разрывает пополам. Джош и Йели следуют за ним, мельком замечая странного мужчину, который маниакально смеётся. Внезапно поезд сходит с рельсов. Джош просыпается, обнаруживает поезд в реке и пытается спасти контроллёра, но терпит неудачу. Генерал зовёт его на берег и Джош бежит в пещеру, где прячутся другие выжившие.
Бизнесмен уходит из пещеры в лес и его убивает что-то за кадром. B панике выжившие убегают глубже в пещеру, пока не вываливаются с другой стороны в болото. Bo время выхода другого генерала затягивают под воду и убивают, в результате чего выжившие впадают в панику. После побега из болота и прогулки по лесу они натыкаются на кладбище, где встречаются с другой группой выживших: Аароном, Сашей и Ташей. Лин забредает в подвал и оттуда слышны крики. Джош бежит на помощь и обнаруживает, что она в панике, говоря, что видела, что труп двигался. Джош проводит расследование и все трупы оживают и атакуют. Девушка убегает, Джош отбивается от трупов, прежде чем преследовать её. Джош выходит из подвала и обнаруживает, что все выжившие сбежали из-за зомби. Когда Джош пробирается через кладбище, он слышит крик и наблюдает, как Эрнст (человек, похитивший Кейт) обезглавливает Монику, a затем швыряет в стену. Затем он подчиняет себе Джоша, который теряет сознание.
Джош просыпается и обнаруживает, что безумный учёный Виктор, ответственный за зомби привязал его к стулу. Макс тоже связан, но Виктор убивает его. Он собирается убить Джоша, но ему звонят по телефону и он срочно уходит, оставляя медсестру-зомби заканчивать работу. К счастью Джоша спасает румын, который рассказал ему о письме Кейт и они пытаются найти выход. Они пробираются через зал, когда выживший осматривает свежее пятно крови, но в итоге оказывается разделенным пополам ловушкой. Джош пробивается сквозь орду зомби и встречает Джейн, но её похищает Эрнст. Позже Джош натыкается на звонящий телефон. Он отвечает и слышит, как Кейт умоляет его о помощи, затем женский голос говорит ему, что он никогда её не найдёт, a проектор показывает кадры веб-камеры с таинственной женщиной рядом с Кейт, которая находится в плену на кресле для пыток. Джош продвигается к пещере и обнаруживает, что две русские балерины теперь зомби. Странная женщина из прошлого заманивает его в ловушку с зомби-близняшками. После того как он побеждает их, он выходит во внутренний двор.
Bo дворе Джош слышит, как кто-то просит помочь выбраться из сарая. Фидо подозрительно спокоен и говорит, что когда-то был сотрудником Виктора и что знает, как освободить Кейт. Он заставляет Джоша найти ключ и когда он освобождает Фидо, обнаруживает, что его голова пришита к телу маленькой комнатной собачки. Фидо говорит Джошу, что он поможет ему, только если последний поможет вернуть первого в тело человека. После восстановления Фидо даёт Джошу ключ от высокой башни и говорит ему, что наверху его ждёт сюрприз. Затем Джош поднимается на вершину башни, чтобы найти пару рейверов, которые теперь марионетки. Он убивает их, а затем переносится в пещеру, где подбирает мистическое оружие Азот, которое прикрепляется к его левой руке.
Джош в конце концов находит Кейт, но она привязана к стулу, a Виктор и Эрнст рядом с ней. Виктор говорит Эрнсту убить Джоша, но последний побеждает его. Перед смертью Эрнст становится более человечным и позволяет Джошу и Кейт сбежать. B приступе ярости Виктор убивает Эрнста. Джош и Кейт убегают в лес, но последняя очарована внезапно заигравшей музыкой и она забредает на место жертвоприношения. Виктор там, но в теле женщины. Он открывает портал, но Джош разрушает башни и Виктор сгорает заживо. Однако прежде чем, Джош успевает добраться до Кейт, приходит Фидо в своём человеческом обличье и Джош теряет сознание.
Джош просыпается и обнаруживает, что он привязан к стулу, рядом с которым тела Виктора и Эрнста. Фидо показывает, что он был очарован Виктором и будет использовать Джоша, чтобы перевоплотить его. Из трупа Виктора он вытаскивает существо, похожее на угря и вставляет его в рот Джоша, заставляя Виктора забрать его тело.
Затем Джош просыпается в тюремной камере в теле Эрнста. Он видит Кейт и Виктора, который теперь находится в теле Джоша. Кейт теперь верит, что Виктор — Джош, а Джош — Эрнст. Они оставляют Эрнста в камере. Вскоре Джош слышит, как Аарон и Катя сбежали из своей камеры, событие, которое происходит в начале игры. Они открывают все двери камеры и Джош следует за ними, но они кричат и убегают, потому что думают, что это Эрнст. Аарон и Катя попадают в ловушку и их раздавливают две стены. Джош сбегает, а также имеет преимущество в виде двух цепных рук Эрнста, которые могут убить врага на расстоянии.
Джош бежит за Кейт и видит, как она уходит с Виктором в его теле. Он следует за ней и встречает Фидо. Он показывает изменённую Джейн и говорит ей убить Джоша. Он одолевает её и у неё случается психический срыв. Когда она начинает сгорать, то прыгает на Мархозиаса и они сгорают. Джош, пошатываясь, уходит в лес и падает в обморок.
Он просыпается и видит, что Йели танцует перед ним и говорит что, прежде чем Джош убьёт Виктора и заберёт свое тело, он должен войти в царство снов, чтобы узнать, почему всё произошло, затем она наносит Джошу удар кинжалом, который отправляет его обратно в поезд, но в его воображении. Джош также может слышать, o чём думали в то время другие пассажиры, прежде чем они все превратятся в газ, похожий на кровь.
Он встречает человека, который рассказал ему о письме Кейт и ненадолго задумался о том, как он ненавидит путешествовать по проклятому лесу. Затем Джош видит Лин, которая думает о том, как её родители возненавидят её, когда узнают, что она бросила школу. Когда Джош видит балерин, они обе думают, что друг без друга могли бы стать звёздами. Затем он видит как четверо подростков идут на рейв. Аарон сначала думает о том, как ему не нравятся любовь и мир, Моника думает о том, как она любит Европу и какой милый Макс, который думает о том, как использовать Монику для контрабанды наркотиков в США, а Катя сокрушает о том, что Монику используют как марионетку Макса. Затем Джош встречает Джейн, которая думает о своём следующем проекте и о том, как можно использовать полумёртвых людей. Всё о чём, она может думать — о сексе с ними. Затем Джош видит двух румынских генералов. Один думает о том, как он потерял своих друзей на войне в Чечне из-за того, что его пистолет заклинило, а другой о женитьбе на женщине, которую он любит и создании собственного бизнеса. Следующий человек, которого Джош видит — контроллёр, который странным образом думает о поезде, сходящем с рельсов. Джош затем видит немецкого бизнесмена, который хочет присвоить средства своей компании. Наконец он видит Кейт. Она думает о том, что беременна, о чём Джош не знал. Затем Виктор появляется рядом с ней, говоря, что она такая же, как его жена Мэри. Затем Кейт превращается в газ, Виктор видит Джоша и убегает.
Затем Джоша приводят к воспоминаниям Виктора о Мэри. Сначала они были счастливы, потому что у них был ребёнок. Затем Джош узнаёт, что Виктор пытался сделать ребёнка генетически совершенным, но случайно убил его и Мэри накричала на него. Он бездумно задушил Мэри до смерти, a затем поклялся, что научится воскрешать мёртвых, чтобы вернуть Мэри обратно. Затем Джош видит Виктора, одетого в одежду Мэри и отправляется в мир его грёз, чтобы победить его. Виктор ругает Джоша, говоря, что его ребёнок пропал, прежде чем Виктор внезапно превращается в полноценного робота. Джош находит кинжал Йели и вонзает Виктору в сердце.
Джош просыпается и видит, что на самом деле он вонзал Йели. Мало того, он находится в собственном теле, а не Эрнста. Джош выкашливает угря Виктора и последний умирает. Йели говорит Джошу, что Кейт находится на месте ритуала и заряжает его Азотом. Затем она умирает рядом с телом Эрнста. Джош продолжает искать Кейт и его телепортируют на лестницу, где он слышит Виктора и Мэри. Они спорят и Мэри говорит, что Виктор убил их ребёнка. Затем Джош прибывает в мир грёз Мэри, мистическую страну плавучих островов. Джош находит Мэри, ухаживающую за её нерождённым ребёнком. Мэри требует, чтобы Джош ушёл, но он отказывается и они сражаются. Ha самом деле она огромный демон, который летает с другой головой в теле, похожем на сердце. B конце концов Джош убивает её Азотом. Затем Джош забирает своего ребёнка и сон прекращается.
B сцене после титров Джош и беременная Кейт покидают Румынию на поезде. Уходя, Джош натыкается на мужчину, лицо и тело которого сильно обожжены и перевязаны. Мужчина садится рядом с Кейт и открывает свой чемодан, чтобы достать три маленьких пузырька с паразитами внутри. Затем мужчина смеётся и игра заканчивается.

## Разработка
После анонса игры в 2010 году на Tokyo Game Show был показан тизер-трейлер. Игра также присутствовала на Е3 2011.

## Отзывы
| Сводный рейтинг | Сводный рейтинг |
| Агрегатор       | Оценка          |
| --------------- | --------------- |
| GameRankings    | 58,80 %         |

Rise of Nightmares получила смешанные отзывы согласно веб-сайту Metacritic, собирающему обзоры. GameSpot похвалил визуальную атмосферу и разнообразие оружия, но заявил, что управление движением в игре неестественное и неуклюжее. Joystiq похвалил потенциал элементов управления движением, но заявил, что история игры «в лучшем случае избита, а в худшем — бессмысленна». В Японии Famitsu дал ей оценку одна восьмёрка и три семёрки, в общей сложности 29 баллов из 40.

### Продажи
По состоянию на 31 октября 2011 года было продано 200 000 единиц Rise of Nightmares по всему миру.

## B других СМИ
Sega основала продюсерскую компанию Stories International и объединяется с Эваном Чолфином для кино- и телепроектов, основанных на их играх с Rise of Nightmares в качестве анимационного проекта.